# Eumelea rosalia
Eumelea rosalia är en fjärilsart som beskrevs av Stoll 1781. Eumelea rosalia ingår i släktet Eumelea och familjen mätare. Inga underarter finns listade i Catalogue of Life.

## Bildgalleri

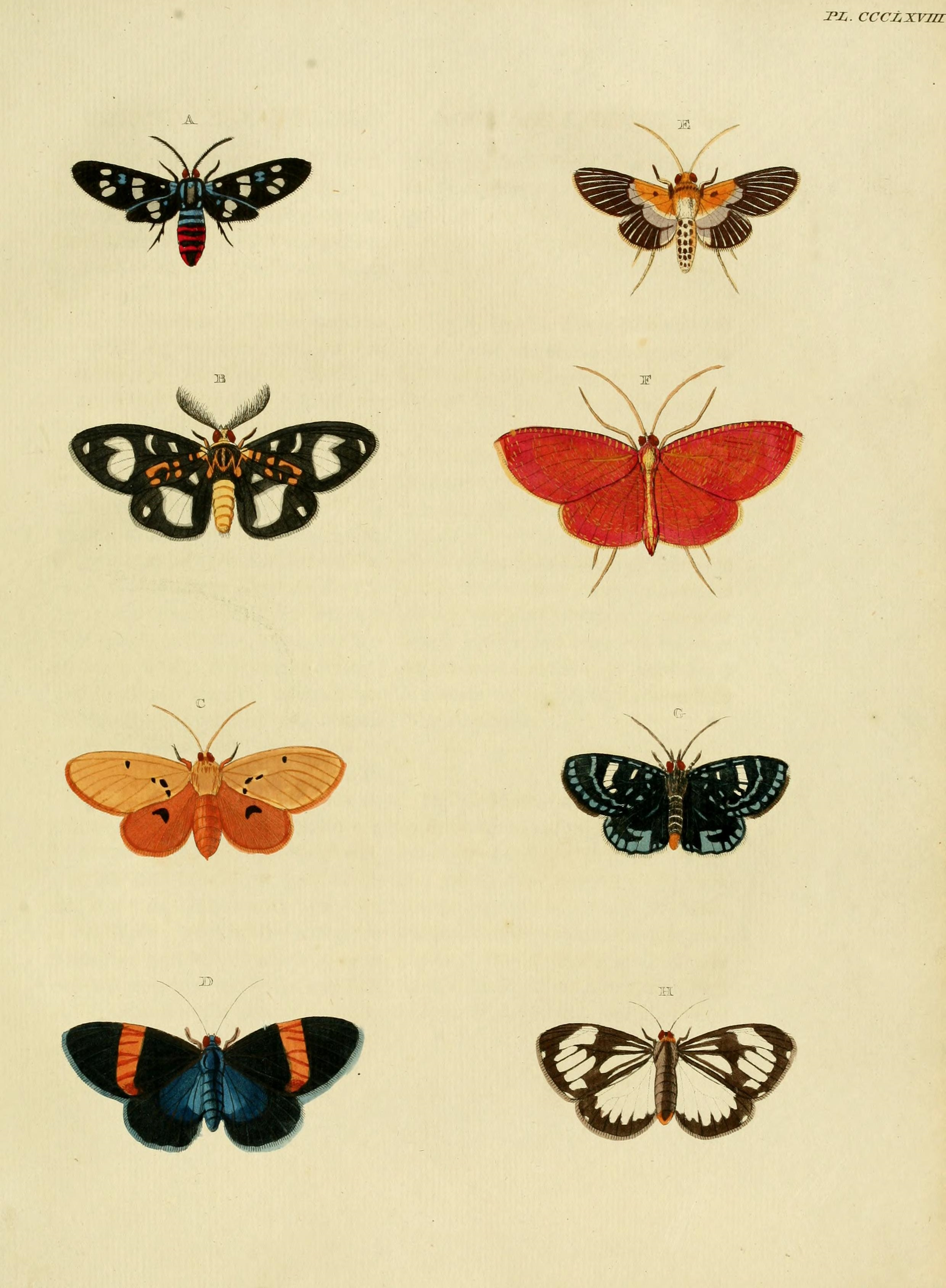
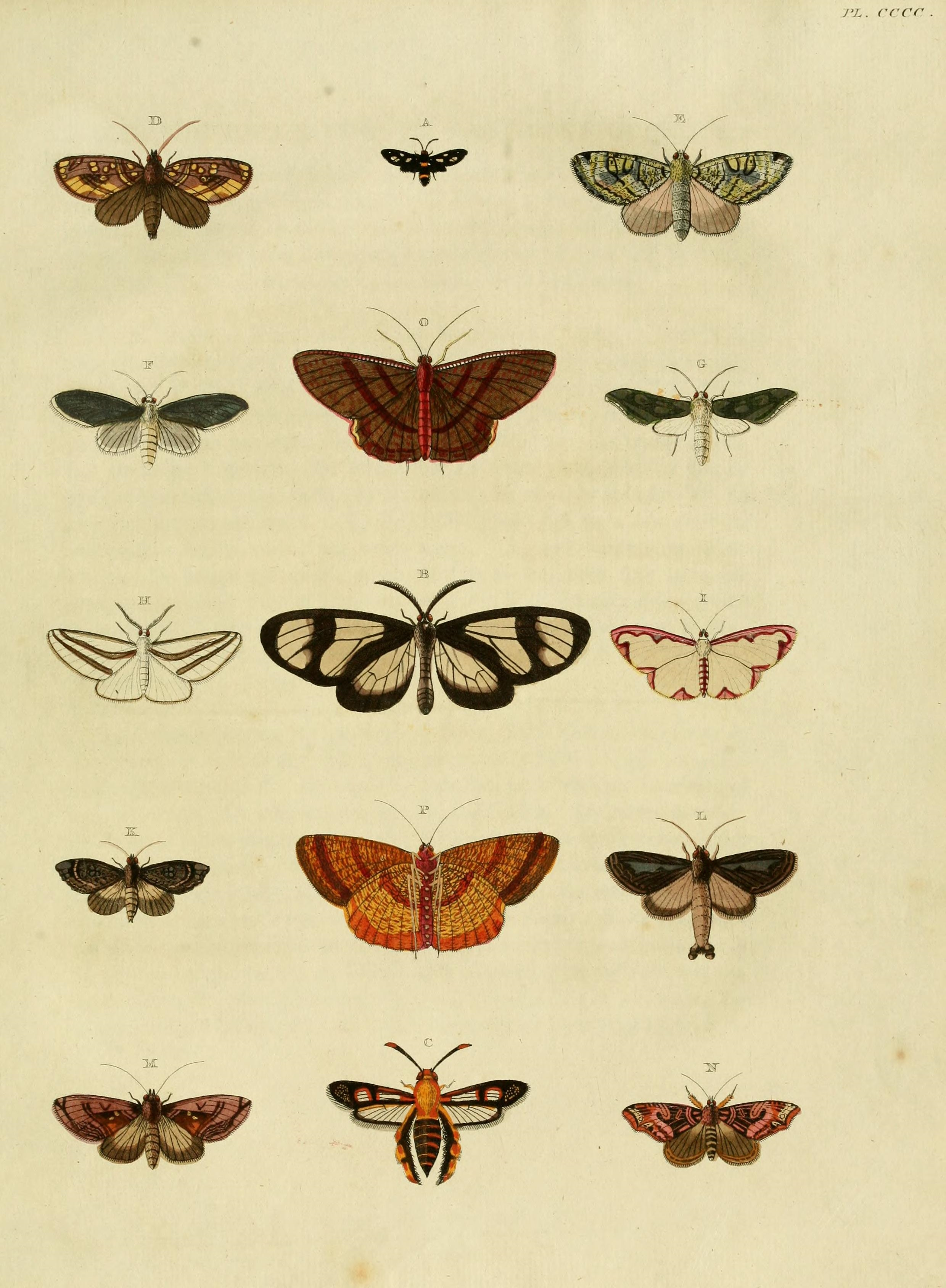
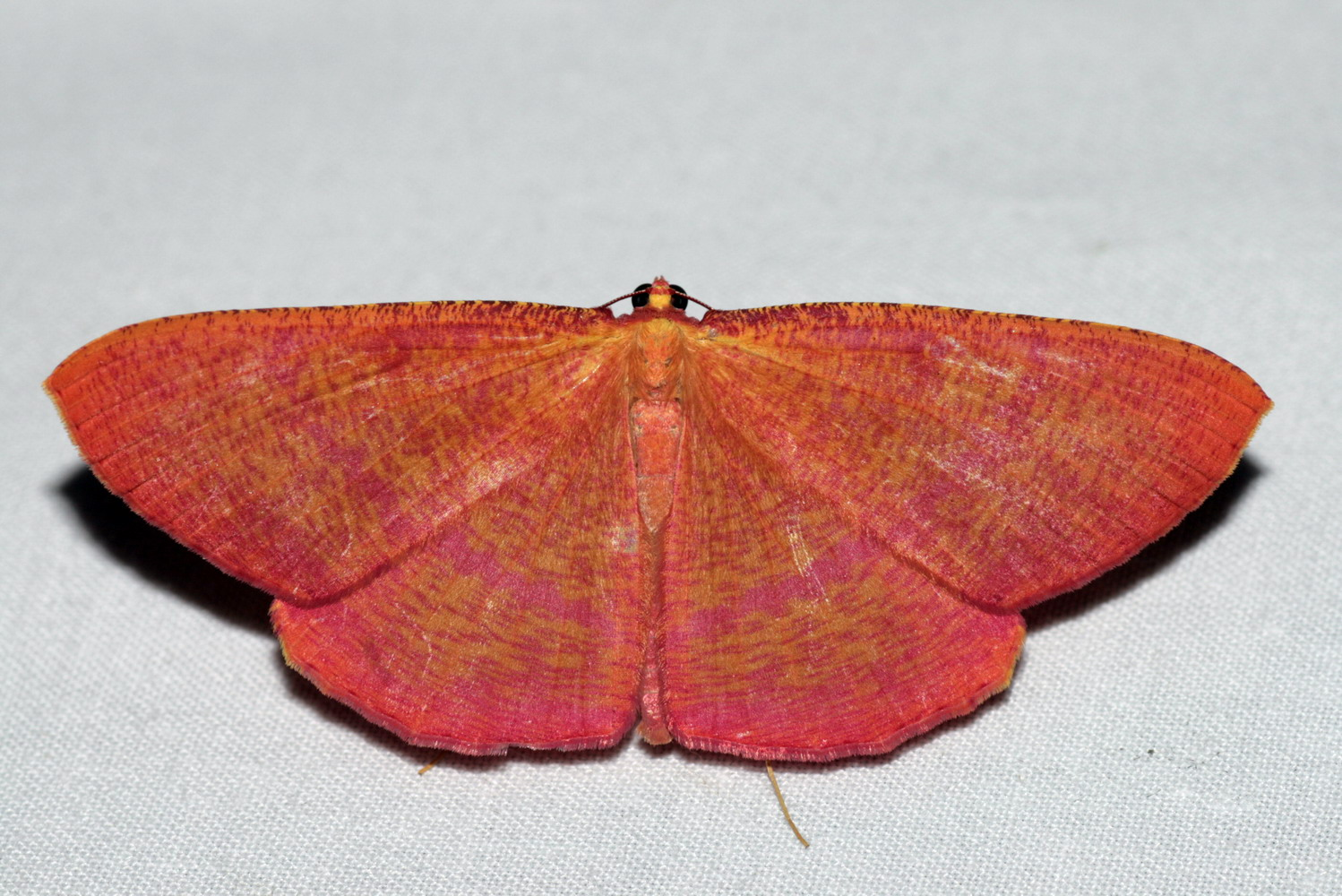